# Angey
Angey é uma ex-comuna francesa na região administrativa da Normandia, no departamento Mancha. Estendeu-se por uma área de 2,46 km². Em 2010 a comuna tinha 238 habitantes (densidade: 96,7 hab./km²).
Em 1 de janeiro de 2017 foi fundida com as comunas de Champcey, Montviron, La Rochelle-Normande e Sartilly para a criação da nova comuna de Sartilly-Baie-Bocage.